# Fátima Miranda
Fátima Miranda Regojo (* in Salamanca) ist eine spanische Sängerin, Stimmkünstlerin und Phonetikforscherin. Sie lebt in Madrid.
Sie hat einen Bachelor in Kunstgeschichte mit Spezialisierung in Moderner Kunst und hat zwei Bücher über Architektur und Städtebau veröffentlicht.
Von 1982 bis 1989 war sie Direktorin der Phonothèque an der Universität Complutense Madrid. Ihr Interesse für die künstlerische Avantgarde umfasst auch Film, minimale Musik, Bühnenkunst und den Kontakt zwischen Künstlern und der Öffentlichkeit.
Sie bildete mit Llorenç Barber die Gruppe Taller de Música Mundana.

## Diskographie
- Las Voces de la Voz, 1992
- Concierto en directo, 1994
- ArteSonado, 2000